# Filipp Parusinow
Filipp Aleksiejewicz Parusinow (ros. Филипп Алексеевич Парусинов; ur. 15 listopada?/27 listopada 1893 we wsi Kuczerajewo, gubernia woroneżska, zm. 25 października 1973 w Moskwie) – radziecki generał porucznik (od 1940).
Rosjanin, pochodził z rodziny chłopskiej. Od 1919 był członkiem RKP(b), od 1918 pełnił służbę w Armii Czerwonej. 17 września 1939 dowodził 13 Armią wchodzącą w skład Frontu Ukraińskiego, uderzającego na Polskę. Następnie dowodził 12 Armią.